# Domenico Jorio
Domenico Jorio (7 de outubro de 1867 - 21 de outubro de 1954) foi um cardeal da Igreja Católica Romana que serviu como prefeito da Congregação para a Disciplina dos Sacramentos de 1935 até sua morte.

## Biografia
Domenico Jorio nasceu em Villa Santo Stefano , na Itália . Ele foi educado no Seminário de Ferentino e no Pontifício Seminário Romano em Roma , onde obteve um doutorado em teologia e um doutorado utriusque iuris (tanto em direito canônico quanto civil ).
Foi ordenado em 17 de setembro de 1891 em Palestrina e continuou seus estudos em Roma. Ele trabalhou em pastoral na diocese de Roma e como funcionário da Dataria Apostólica de 1891 até 1918. Ele foi criado Privy Chamberlain de Sua Santidade em 15 de novembro de 1901 e foi renomeado em 16 de dezembro de 1903 e novamente em 9 de setembro de 1914. Ele foi elevado ao nível do Prelado Nacional de Sua Santidade em 11 de março de 1915. Ele foi novamente elevado ao nível de Protonotary apostolic em 20 de novembro de 1918. Ele foi nomeado Secretário da Congregação para a Disciplina dos Sacramentos em 5 de janeiro de 1928.
Ele foi nomeado cardeal-diácono de Sant'Apollinare alle Terme Neroniane-Alessandrine no consistório de 16 de dezembro de 1935 pelo Papa Pio XI e em 20 de dezembro de 1935 foi nomeado prefeito da Sagrada Congregação para a Disciplina dos Sacramentos . Ele participou do conclave de 1939 que elegeu o Papa Pio XII . Depois de dez anos como cardeal-diácono, ele optou por se tornar um membro da ordem dos cardeais sacerdotes.
Após a invasão e ocupação da Itália na Etiópia , em 29 de abril de 1937, a Itália introduziu pela primeira vez a legislação baseada na raça. O Decreto Lessona, nomeado para ministro da Itália para a África Alessandro Lessona  ( ele ) , punido relações sexuais entre italianos e etíopes com prisão de um a cinco anos. O objetivo era mais os arranjos de vida a longo prazo, concubinato, do que em encontros casuais. Jorio produziu uma avaliação em nome de sua Congregação em 24 de agosto. Afirmou longamente a crença da Igreja de que a raça não poderia ser um impedimento para o casamento. Refletindo a controvérsia sobre a eugenia, alguns anos antes, na Alemanha, ela disse que a Igreja concedia a "máxima liberdade" mesmo àqueles afligidos "por doenças hereditárias crônicas". Em seguida, congratulou-se com a proibição do governo de concubinato interracial como um primeiro passo para proibir concubinato em todas as suas formas. Ele disse que a Igreja poderia encorajar seus missionários "a evitar tais uniões híbridas para as sábias motivações higiênicas e sociais", destacou o governo. A Igreja, ele ofereceu, faria sua parte ao não conceder dispensas para o casamento entre católicos e muçulmanos.
Ele morreu em 21 de outubro de 1954 em seu apartamento no Palácio do Santo Ofício, em Roma. O funeral aconteceu em 25 de outubro de 1954 na igreja de Sant'Andrea della Valle. Após o funeral, seu corpo foi enterrado na igreja de Sant'Apollinare.